# Docking@Home

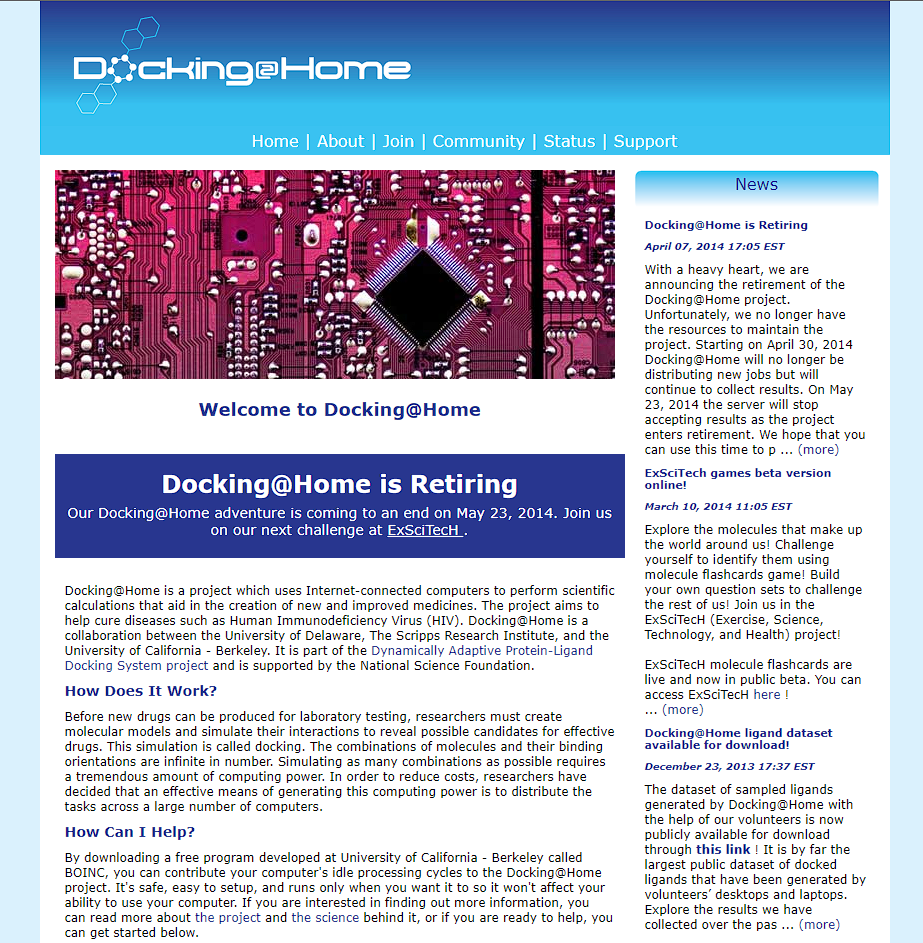
Página web de Docking@home.

Docking@Home es un proyecto de computación distribuida de la Universidad de Delaware y corre en la plataforma Berkeley Open Infrastructure for Network Computing (BOINC). Docking@Home modela el acoplamiento proteína-ligando usando el programa CHARMM. La meta final del proyecto es el desarrollo de nuevos medicamentos.